# Курдов Василь Миколайович
Васи́ль Микола́йович Ку́рдов (14 травня 1999 — 6 серпня 2019) — матрос Збройних сил України, учасник російсько-української війни.

## Життєпис
Народився 1999 року в селі Ганнівка (Братський район, Миколаївська область). Полюбляв займатися спортом, грав у футбол, також брав участь у змаганнях з настільного тенісу.
У квітні 2018-го вступив на військову службу за контрактом: матрос, навідник 1-го відділення 1-го взводу десантно-штурмової роти; 1-й окремий батальйон морської піхоти.
6 серпня 2019 року в передобідній час під час інженерних робіт з обладнання позицій ВОП поблизу села Павлопіль, внаслідок ворожого обстрілу, від мінно-вибухових травм загинули четверо військовиків. Найімовірніше, постріл було зроблено з РПГ-7 із використанням міни калібром 82 мм, яка була прикручена до реактивного двигуна гранати. Тоді полягли Василь Курдов, Рак Владислав Миколайович, Шарко Олександр Олександрович і Шандра Сергій Іванович.
Похований у селі Ганнівка.
Без Василя лишились батьки та двоє молодших братів.

## Нагороди та вшанування
- Указом Президента України № 625/2019 від 23 серпня 2019 року за «особисту мужність і самовіддані дії, виявлені у захисті державного суверенітету та територіальної цілісності України» — нагороджений орденом «За мужність» III ступеня (посмертно)[2]